# Fiordo de Hornsund
El fiordo de Hornsund es un pequeño fiordo localizado en el extremo sur de la costa occidental de la isla noruega de Spitsbergen, en el archipiélago de las Svalbard.
El fiordo se abre al mar de Groenlandia, tiene unos 12 km de ancho, por unos 30 km de largo, y alturas que van de los 90 a los 260 m. El fiordo de Hornsund es de diversas formaciones geológicas, desde el Precámbrico en la parte occidental, al Mesozoico en la oriental, y mantiene varias fracturas pependiculares a lo largo de los bordes del sur de Spitsbergen. 
Existe una estación polar polaca de investigaciones que opera desde 1957, la cual recibe el nombre de Hornsund.